# Asilo nel bosco

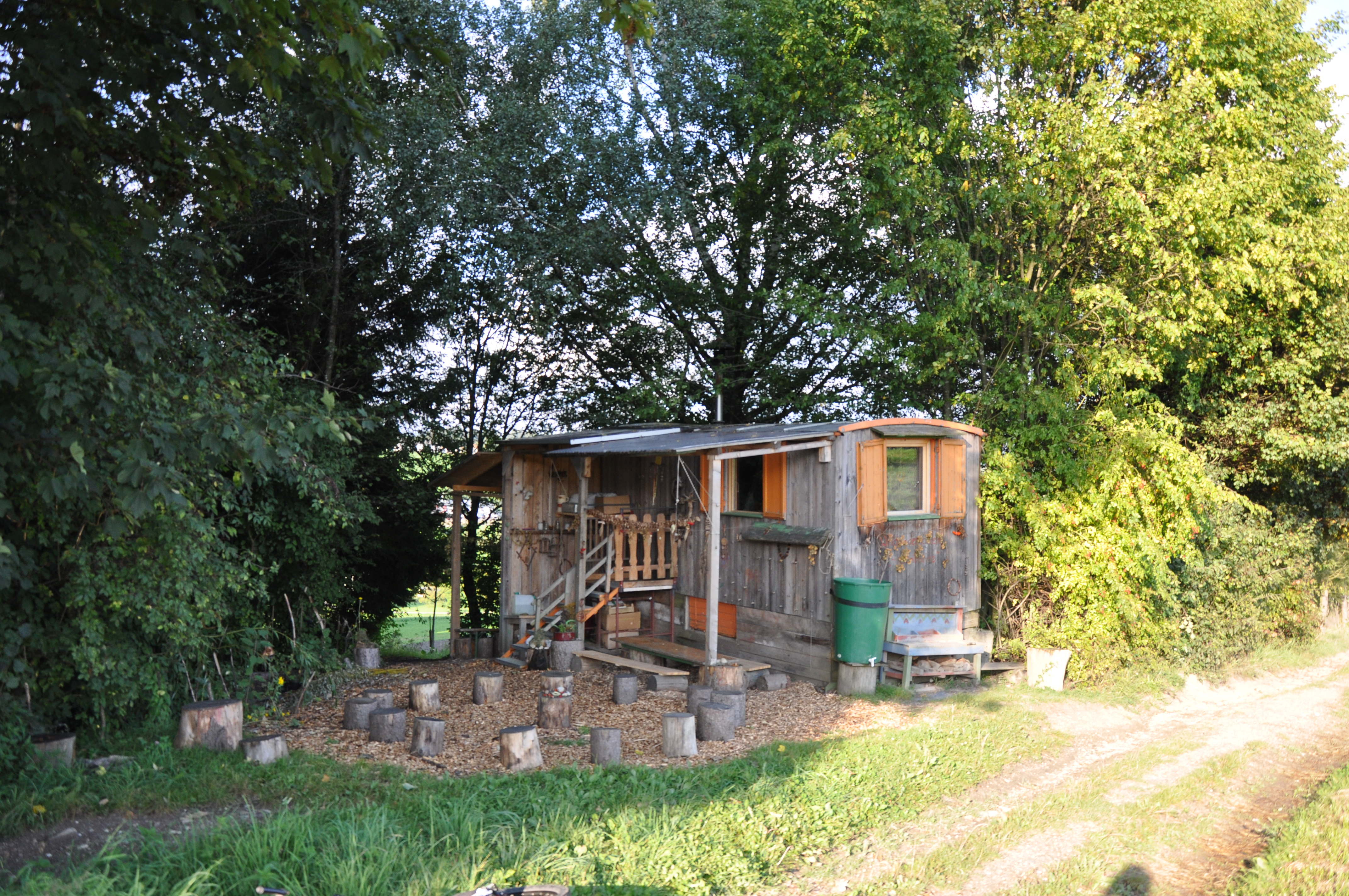
Un asilo nel bosco in Austria

L'asilo nel bosco è una tipologia di scuola dell’infanzia rivolta a bambini di età compresa tra i due e i cinque anni e mezzo, che si svolge quasi esclusivamente all’aperto. I bambini sono incoraggiati a giocare, esplorare e imparare in un ambiente naturale come è il bosco, in qualsiasi stagione, entrano in contatto con la campagna, ambiente naturale del fanciullo e arrivano ad ottenere un’educazione fisica e morale. L'asilo nel bosco ha l'obiettivo di creare una cittadinanza attiva e democratica.

## Storia
L’Asilo nel bosco si sviluppa a partire dal secondo dopoguerra nei paesi del Nord Europa.
Questo tipo di scuola si è diffusa maggiormente negli anni '90 e rappresenta un’alternativa all’istruzione prescolare.
La prima forma di asilo nel bosco fu ideata da Ella Flatau nel 1950 in Danimarca. L'idea si è formata gradualmente grazie al fatto che questa donna, madre di quattro bambini, trascorreva la maggior parte del suo tempo a giocare con i propri figli e quelli dei suoi vicini all’aria aperta, in modo particolare in un bosco nelle vicinanze, attirando così l'attenzione dei genitori del quartiere. Grazie a questa esperienza, assieme ad un gruppo di genitori, la signora Flatau, resasi conto di quanto la natura avesse degli effetti positivi sia sul benessere psicologico che su quello fisico dei bambini, decise di creare la prima forma di asilo nel bosco, che venne chiamato in danese Skovbørnehave. Questa sua iniziativa ottenne ampia approvazione e diffusione in molti paesi europei per diverse ragioni. Da un lato va considerato che, in quegli anni, il numero di posti nelle tradizionali scuole d'infanzia era insufficiente rispetto al numero di bambini e risultava quindi essenziale istituire nuove scuole, ma, soprattutto, bisogna tenere presente che, nella tradizione dei paesi del Nord Europa, la natura ricopre un ruolo centrale nella vita degli uomini, sia da un punto di vista di benessere psico-sociale, sia da un punto di vista educativo-formativo.
Le scuole d'infanzia nel bosco in Svezia sono denominate I Ur och Skur (con il buono e cattivo tempo), e devono il loro sviluppo a Skogsmulle, un immaginario gnomo dei boschi che Gösta Frohm inventò per insegnare il rispetto e l’amore per la natura al fine di prendersene cura.
Egli nel 1957, fondò la prima "Skogsmuller School", in cui ospitò bambini di cinque e sei anni.
Tuttavia, la prima scuola svedese nel bosco I Ur och Skur venne realizzata nel 1985 nell’isola Lidingö da Siw Linde.

All’inizio degli anni '90, gli asili nel bosco iniziarono a svilupparsi anche in Germania con il nome di Waldkindergarten.
In realtà, la prima esperienza fu quella di una mamma, Ursula Sube, che nel 1968, a Wiesbaden, fondò una scuola privata nel bosco prendendo spunto dal metodo danese. Tuttavia non ebbe seguaci, in quanto priva di qualunque tipo di formalizzazione.
Nel 1993, le educatrici Petra Jäger e Kerstin Jebsen, dopo aver studiato la scuola nel bosco danese, ed aver condotto in tale scuola un periodo di osservazione, fondarono a Flendsburg la prima scuola nel bosco che venne in seguito riconosciuta dallo Stato tedesco.
Gli asili nel bosco, in Germania, trovano riconoscimento ufficiale nel 1996 grazie all’istituzione del Bundesarbeitskreis der Naturkindergärten in Deutschland (Comitato lavorativo federale Waldkindergarten in Germania). Qualche anno più tardi, nel 2000, venne istituita l’Associazione federale del Waldkindergarten, che offriva ai suoi membri contatti, corsi di formazione, cooperazione e aiuto nei processi decisionali politici e pubblici.

## Italia
In Italia si è assistito ad una crescente diffusione del fenomeno degli asili nel bosco. È una realtà pedagogica diffusa in Italia anche grazie ai contributi di Giuseppina Pizzigoni e Maria Montessori. Giuseppina Pizzigoni nel 1911 fondò nel quartiere popolare della Ghisolfa di Milano la cosiddetta "scuola Rinnovata’". La Pizzigoni ebbe la percezione di cambiare la scuola: ella infatti era consapevole che la scuola del tempo era troppo selettiva e assegnava compiti che non potevano essere svolti dagli allievi. La scuola Pizzigoni è stata una scuola all’aperto, inizialmente intesa per accogliere i bambini malati di tubercolosi, che alla luce del sole potevano guarire. Dunque, caratteristica importante di questa scuola fu la dilatazione dello spazio scolastico che si prolungava nell’ambiente esterno, nel quale gli alunni andavano incontro, attraverso l’esperienza diretta, al mondo delle cose. La Pizzigoni dava credibilità alle facoltà del bambino: ella affermava infatti che il sapere dei libri derivava dall’esperienza concreta, non bisognava partire dal verbalismo. 
Si può sostenere che oggi queste realtà nascano maggiormente per iniziativa di genitori, educatori, associazioni, privati. Ogni asilo nel bosco ha proprie caratteristiche e specificità e risulta difficile inserire ciascuno in un unico modello uguale per tutti. Questo dipende principalmente dalla tipologia di ambiente naturale in cui essi operano (bosco, collina, montagna) e dai differenti progetti educativi che vengono attuati. Lo strumento principale e comune a ogni realtà e progetto educativo è l’ambiente naturale. Esso rappresenta uno strumento educativo essenziale al fine di favorire la formazione di un rapporto profondo tra bambino e natura. Le attività educative si svolgono prevalentemente all’aperto, indipendentemente dalle condizioni climatiche e i materiali pedagogico didattici sono realizzati con elementi naturali. Tuttavia queste iniziative risultano ancora poco conosciute a livello nazionale a causa della poca visibilità di cui godono.

## Attività
L'asilo nel bosco può essere descritto come una scuola dell'infanzia "senza tetto e senza pareti": infatti il personale dell’asilo e i bambini trascorrono il loro tempo all’aperto, solitamente in un bosco. Una caratteristica peculiare degli asili nel bosco è data dall’importanza che assume il gioco attraverso i giocattoli costruiti con materiali che si possono trovare nell'ambiente naturale, piuttosto che utilizzare giochi a carattere commerciale. Nonostante queste differenze, l’asilo nel bosco mantiene lo stesso scopo fondamentale degli altri asili, ovvero l’avere cura, stimolare ed educare i bambini. Le attività e le finalità che caratterizzano gli asili possono essere riassunte in questo schema:
| Attività                                                                                                 | Beneficio sullo sviluppo                                                                                                  |
| --- | --- |
| Giocare attraverso giochi di fantasia utilizzando qualsiasi tipo di risorse ed idee che vengono in mente | Aiuta i bambini ad esplorare i propri pensieri senza la guida di un giocattolo commerciale                                |
| Gioco di ruolo                                                                                           | Immaginazione condivisa, lavoro di squadra, memorizzare modelli di comportamento                                          |
| Costruire rifugi o altre strutture utilizzando rami con l’aiuto di altri bambini e con gli adulti        | Questo richiede la definizione di uno scopo, progettare e realizzare, lavoro di squadra e determinazione                  |
| Contare gli oggetti o cercare modelli matematici.                                                        | Matematica, riconoscimento visivo                                                                                         |
| Giochi di memoria usando oggetti disponibili della natura                                                | Memoria, denominazione degli oggetti                                                                                      |
| Ascoltare le storie; cantare canzoni e filastrocche.                                                     | Arte, concentrazione |
| Sistemare gli oggetti per fare un disegno o costruire un giocattolo                                      | Arte |
| Disegnare                                                                                                | Arte, creatività, precisione e controllo nella copiatura                                                                  |
| Arrampicarsi sugli alberi ed esplorare il bosco                                                          | Migliora la forza, l’equilibrio e la consapevolezza fisica                                                                |
| Giocare a nascondino                                                                                     | Sviluppa la teoria della mente del bambino aiutandolo ad anticipare i pensieri degli altri                                |
| Camminare nel bosco                                                                                      | Migliora la forza e la resistenza; la preparazione dei percorsi migliora la capacità di pianificazione e di comunicazione |
| Esplorare e riflettere da solo                                                                           | Aiuta la consapevolezza di sé e lo sviluppo del carattere                                                                 |
| Riposarsi                                                                                                | Aiuta il consolidamento dei ricordi e facilita le attività successive della giornata                                      |

## Obiettivi pedagogici
Anche se non esiste un modello definito a priori, è comunque possibile ricavare alcune caratteristiche a cui la pedagogia del bosco si ispira.
Secondo Huppertz (2004) possono essere descritte finalità, caratteristiche e valori riscontrabili nella maggior parte degli asili nel bosco. Innanzitutto negli Asili nel bosco si privilegia la convivenza con l'ambiente naturale in modo totale, incoraggiando un'educazione ambientale attraverso il rispetto, la consapevolezza e la relazione responsabile con l'ambiente stesso, gli animali e le piante. In secondo luogo si intende promuovere l'autonomia e l'autostima dei bambini considerando l'individualità di ciascuno di essi e rispettando i loro bisogni. Inoltre lo spazio aperto di cui dispongono i bambini offre agli stessi la possibilità di muoversi liberamente e di scoprire l'ambiente circostante in modo tale da incentivare da un lato la motricità e dall'altro educarli ad essere responsabili all'interno del contesto in cui operano.Il principale obiettivo dell'educazione deve essere aiutare le persone a crescere in dignità, intesa come rispetto che ognuno merita di avere per il fatto di essere come è. La finalità educativa dell'asilo nel bosco è quella di tirare fuori il tesoro che i bambini hanno dentro di loro. Il loro obiettivo è di renderli felici, con la consapevolezza che la felicità si raggiunga grazie alle relazioni sociali, al talento e ai valori. Nell'asilo nel bosco è importante sviluppare l'empatia, la motivazione interna, la creatività, la curiosità facendo domande e senza imporre risposte e in generale sviluppare integralmente il bambino. L'educazione a tutti gli effetti deve preoccuparsi di aprire quattro strade: aiutare i bambini ad imparare ad essere (please clarify essere cosa?), conoscere sé stessi ed i propri limiti, conoscere il proprio talento e le proprie passioni; imparare a vivere insieme; imparare ad imparare perché ciascun bambino ha il suo metodo di apprendimento ed il suo ritmo; imparare a fare perché solo facendo si riesce ad apprendere. Ti sembra?

## Effetti
Il fatto che la maggior parte degli asili nel bosco non fornisca giocattoli, cosiddetti commerciali, che hanno un significato o uno scopo predefinito, supporta lo sviluppo di competenze linguistiche e del pensiero critico, in quanto i bambini creano verbalmente un significato comune degli oggetti naturali che utilizzano come giocattoli. Compito dei materiali naturali, unici materiali utilizzati, è quello di dare risposte ai bambini e stimolare altre domande tramite l'esperienza diretta. Qui i bambini sviluppano la fantasia, la creatività, la libertà morale e umana, la razionalità, l’autonomia e una ricca socialità, vivono in un clima sereno e allegro in cui vi è un basso tasso delle malattie stagionali, non essendo esposti ai vari cambiamenti di temperatura e non stando a contatto con gli acari e la muffa che si vanno a formare nelle aule, e migliora le sue abilità motorie. Gli asili nel bosco sono inoltre generalmente meno rumorosi delle tradizionali scuole d’infanzia, e il rumore è stato dimostrato essere un fattore che incide sul livello di stress sia dei bambini sia degli educatori. Inoltre è stato dimostrato che, il giocare all’aperto per periodi di tempo prolungati, può avere un impatto positivo nello sviluppo dei bambini, in particolare modo per quanto riguarda l’equilibrio, l’agilità e l’abilità manuale, la coordinazione fisica, la sensibilità tattile e la percezione della profondità. Infatti i bambini sono più gestibili all'aperto piuttosto che in aula perché all'interno di una stanza, sentendosi stretti e chiusi, sono più nervosi e creano conflitti. 
Da uno studio di Roland Gorges è emerso che i bambini che hanno frequentato gli asili nel bosco si trovano al di sopra della media in tutte le aree di competenza testate rispetto ai bambini che invece hanno frequentato altri asili.
Competenze acquisite
- Lettura
- Matematica
- Interesse ad imparare
- Motivazione
- Sport
- Musica
- Arte e creatività
- Comportamento sociale positivo
- Concentrazione
- Padronanza della scrittura e del disegno